# Ніккі Вілан
Ніккі Вілан (англ. Nicky Whelan; нар. 10 червня 1981, Вікторія, Австралія) — австралійська акторка та модель.

## Біографія
Народилася в Австралії. Після закінчення школи працювала фотомоделлю для реклами різних брендів одягу. Потім знімалась для журналів «Maxim», «Ralph».
З 2004 року почала зніматися в кіно. Знана за ролями у фільмах «Весільний майстер», «Лицар кубків».

## Особисте життя
У 2007—2008 роках зустрічалась з американським актором Девідом Спейдом.
2008 року мала недовготривалі стосунки з британським актором Гері Стретчем.
З 2010 по 2011 рік її партнером був DJ Ashba. Шість місяців зустрічалася з Чедом Майклом Мюрреєм.
У лютому 2016 року заручилася з американським футболістом Керрі Родезом.
З квітня по листопад 2017 року була одружена з актором і колишнім футбольним сейфтом Керрі Роудсом.
З вересня 2020 року перебувала у стосунках з актором Френком Ґрілло. У 2021 вони розійшлися.

## Фільмографія

### Фільми
| Рік  | Назва                         | Оригінальна назва                    | Роль                         | Примітки        |
| ---- | ----------------------------- | ------------------------------------ | ---------------------------- | --------------- |
| 2004 | «Виклик Рассела Коіта зіркам» | Russell Coight's Celebrity Challenge | Кріссі Грант                 | телефільм       |
| 2007 | «Маленькі смерті»             | Little Deaths                        | Торетті                      |                 |
| 2009 | «За межею»                    | The Outside                          | Спрінг Істен                 |                 |
| 2009 | «Хелловін 2»                  | Halloween II                         | Венді Сноу                   |                 |
| 2009 | «Дейв Нолл шукає свою душу»   | Dave Knoll Finds His Soul            | дівчина № 2                  | телефільм       |
| 2010 | «Голівуд для початківців»     | Hollywood and Wine                   | Діана Блейн / Джеймі Стівенс |                 |
| 2011 | «Безшлюбний тиждень»          | Hall Pass                            | Лі                           |                 |
| 2012 | «Стіл на трьох»               | Table for Three                      | Голлі Тіммонс                | телефільм       |
| 2012 | «Кава»                        | Coffees                              | Вікторія                     | короткометражка |
| 2012 | «Дата від'їзду»               | Departure Date                       | Вайолет                      | короткометражка |
| 2013 | «Влада переконань»            | The Power of Few                     | Марті                        |                 |
| 2013 | «Паранормальне кіно»          | Paranormal Movie                     | Сінді                        |                 |
| 2014 | «Залишені»                    | Left Behind                          | Гетті Даргем                 |                 |
| 2014 | «Рейс 7500»                   | Flight 7500                          | Ліз Льюїс                    |                 |
| 2015 | «Лицар кубків»                | Knight of Cups                       | Ніккі                        |                 |
| 2015 | «Весільний майстер»           | The Wedding Ringer                   | Надя                         |                 |
| 2016 | «Переродження»                | Rebirth                              | Наомі                        |                 |
| 2016 | «Людина людині вовк»          | Dog Eat Dog                          | Деніс                        |                 |

### Серіали
| Рік       | Назва                    | Оригінальна назва               | Роль           | Примітки                |
| --------- | ------------------------ | ------------------------------- | -------------- | ----------------------- |
| 2003      | «Піца»                   | Pizza                           | чирлідерка     | 1 епізод                |
| 2006–2007 | «Сусіди»                 | Neighbours                      | Пеппер Штайгер |                         |
| 2009      | «Красені»                | Entourage                       | стюардеса      | 1 епізод                |
| 2009      | «Район Мелроуз»          | Melrose Place                   | Кіра           | 1 епізод                |
| 2009–2010 | «Клініка»                | Scrubs                          | Мая            | 9 епізодів              |
| 2010      |                          | Carpet Bros                     | Сандоз Лілі    | 1 епізод                |
| 2010      | «Гори в пеклі»           | Funny or Die Presents           | Сандоз Лілі    | 1 епізод                |
| 2011      |                          | Suite 7                         | дівчина № 2    | 1 епізод                |
| 2011      | «Секс по дружбі»         | Friends With Benefits           | Коллін         | 1 епізод                |
| 2011      | «Трудоголіки»            | Workaholics                     | Наомі          | 1 епізод                |
| 2012      | «Спецназ: Сан-Діего»     | NTSF: SD: SUV                   | жінка          | 1 епізод                |
| 2013      | «Обраний»                | Chosen                          | Лора Мітчел    | 6 епізодів              |
| 2013      | «Франклін та Беш»        | Franklin & Bash                 | Чарлі          | з сезон — постійна роль |
| 2014      | «Матадор»                | Matador                         | Енні Мейсон    | головна роль            |
| 2015      | «Ліга»                   | The League                      |                | 1 епізод                |
| 2015      | «Подружній обов'язок»    | Satisfaction                    | Емма           | епізодична роль         |
| 2016      | «Другий шанс»            | Second Chance                   | Беттіна        | епізодична роль         |
| 2016      | «Оселя брехні»           | House of Lies                   | Клер           | епізодична роль         |
| 2016      | «Від заходу до світанку» | From Dusk till Dawn: The Series | Дакота Блок    | як гість                |